# Guerra civile piemontese
La guerra civile piemontese fu un conflitto che vide opposti "madamisti" e "principisti" nell'ambito della guerra franco-spagnola.
Alla morte prematura del marito Vittorio Amedeo I (avvenuta il 7 ottobre 1637), la regina Maria Cristina  (sorella di Luigi XIII) divenne reggente in nome prima del figlio Francesco Giacinto e successivamente, deceduto quest'ultimo, dell'altro figlio Carlo Emanuele II di Savoia. In questo periodo dovette fronteggiare gli attacchi dei cognati filo-spagnoli Tommaso Francesco di Savoia, principe di Carignano, e Maurizio, cardinale, che miravano alla reggenza. Le sorti del conflitto furono mutevoli fino a quando, nel giugno del 1642, si giunse ad un accordo che garantiva a Maria Cristina il ruolo di reggente mentre i due cognati entrarono a far parte del Consiglio di Reggenza e ricevettero le luogotenenze di Nizza (cardinal Maurizio) e di Ivrea e Biella (Tommaso Francesco di Savoia). Inoltre assicurava che in caso di morte prematura dell'unico erede maschio lo stato sarebbe rimasto nelle mani dei Savoia: a questo scopo veniva concessa la mano della figlia della reggente, Ludovica (o Luisa Cristina), tredicenne, al cardinal Maurizio (previa dispensa papale per quest'ultimo, che, comunque, non aveva mai preso gli ordini sacri).

## Origini
Dal 1635, il Piemonte era alleato della Francia nella sua guerra contro la Spagna, combattendo essenzialmente contro il governatore spagnolo di Milano. Il duca piemontese dell'epoca, Vittorio Amedeo I di Savoia, sconfisse gli spagnoli nel 1636 a Tornavento e nel settembre 1637 a Mombaldone, ma non poté godere dei frutti di questi successi poiché morì nell'ottobre, forse per avvelenamento.
Con la morte di Vittorio Amedeo I nell'ottobre, suo figlio maggiore Francesco Giacinto, di appena cinque anni, gli succedette al trono sotto la reggenza della vedova, Maria Cristina di Borbone-Francia, sorella di Luigi XIII. Malgrado le sue origini francesi, Cristina aveva tentato di governare in maniera indipendente dagli influssi delle potenze straniere esterne e oppose strenua resistenza al tentativo del fratello di ottenere la reggenza del piccolo Francesco Giacinto. Questo progetto non le riuscì mai completamente, anche per questioni di rapporti con gli altri stati.
Ella preferì di gran lunga ad ogni modo concedere l'amministrazione al proprio favorito, Filippo di Agliè. I fratelli di Vittorio Amedeo I, Tommaso Francesco di Savoia e Maurizio di Savoia (a quell'epoca in servizio in Spagna) temevano di essere esclusi dalla successione. Infatti già dopo la morte di Vittorio Amedeo I, Cristina era stata costretta ad emanare un decreto che impediva ai due fratelli di fare ritorno in Piemonte, in modo da tenerli lontani dalla successione al trono.
Nel 1638, Tommaso inviò l'amico marchese Pallavicini alla corte di Torino, ufficialmente per una missione di cortesia nei confronti della reggente Maria Cristina, ma in realtà per sondare l'opinione pubblica del suo governo in Piemonte. Maurizio stava nel contempo negoziando con altri governi (tra i quali lo Stato della Chiesa) per invalidare il testamento di Vittorio Amedeo e far quindi terminare la reggenza di Cristina di Francia, per scongiurare il pericolo di altre guerre guidate dalla Francia.
La situazione andò peggiorando quando nell'ottobre del 1638 Francesco Giacinto morì e la successione passò a Carlo Emanuele, di appena quattro anni. Il testamento di Vittorio Amedeo prevedeva infatti che Cristina svolgesse il ruolo di reggente solo per il piccolo Francesco Giacinto. Data la tenera età del nuovo duca ella continuò come sua reggente, ma la sua posizione legale si trovava ora ad essere più debole e i suoi oppositori si contendevano il diritto di reggenza su Carlo Emanuele.

### Tommaso di Savoia-Carignano alla ricerca del supporto della Spagna
Sul finire del 1638, Tommaso di Savoia-Carignano si recò alla corte di Madrid. Cercava supporto presso gli spagnoli nell'intento di prendere possesso del Piemonte ed ebbe successo sapendo che la Spagna era in guerra con la Francia e indirettamente anche con il Piemonte, che supportava la politica francese in Italia. L'accordo prevedeva ad ogni modo che l'amministrazione del Piemonte fosse concessa al governatore di Milano Diego Felipe de Guzmán sino a Vercelli.
D'altro canto, la Francia era al corrente delle mosse di Tommaso di Savoia. Attendendo il suo ritorno in Piemonte, Richelieu diede ordine il 17 marzo 1639 di arrestarlo e di imprigionarlo a Pinerolo per cospirazione, mentre Luigi XIII scrisse una lettera alla sorella Cristina ribadendole ancora una volta di evitare l'ingresso di Tommaso in Piemonte. Ad ogni modo, Tommaso e Maurizio non giunsero in Piemonte da privati cittadini, ma tornarono solo con un esercito al seguito (ottenuto appunto in Spagna). Il contratto con la Spagna era a questo punto della faccenda stato perfezionato, ribadendo che il Piemonte sarebbe stato suddiviso in tre parti uguali tra i due fratelli e la Spagna.

## Il corso della guerra

### L'invasione di Tommaso di Savoia-Carignano e l'assedio di Torino, 1639
All'inizio del 1639 Tommaso giunse a Milano e nel marzo successivo, a capo di una piccola forza di armati, egli entrò in Piemonte dove molte città come Chieri, Moncalieri, Ivrea e Verrua gli aprirono spontaneamente i cancelli, sottomettendo dopo un breve assedio anche Chivasso, non lontano dalla capitale Torino.
I negoziati con Cristina e la Francia continuarono, ma con maggiore debolezza. Lo stesso Richelieu arrivò ad offrire a Tommaso incarichi amministrativi e una pensione fissa in Francia, se egli avesse abbandonato la causa spagnola. Tommaso non si lasciò convincere e continuò le proprie operazioni a fianco degli spagnoli. Verso la fine di aprile del 1639 iniziò con il marchese di Leganés (Governatore del Ducato di Milano), l'assedio di Torino. La capitale era pesantemente difesa dai francesi, perciò si decise di recedere dall'assedio, preferendo scontri in campo aperto. Nel frattempo Tommaso apriva segretamente i negoziati con i difensori della città di Torino, nella speranza di corromperli.
Sul finire dell'estate (25 luglio o, secondo la cronaca del conte di Saluzzo, 27 agosto), in un attacco a sorpresa nella notte, Tommaso riuscì a conquistare Torino, ma ne prese solo la cittadella, lasciando Cristina a rifugiarsi nella cittadella fortificata, dove si trovava il grosso delle truppe francesi. Dopo un vano tentativo di riprendere la città partendo proprio dalla cittadella, Cristina concluse un trattato con Tommaso. Ciò fece infuriare Richelieu, che interpretò il gesto come una volontà di prendere il potere autonomamente (a tal punto che il cardinale francese aveva pensato di concedere legalmente la reggenza ai due fratelli piuttosto che alla regina Cristina). Il 24 ottobre le ostilità ripresero e Tommaso marciò ancora verso la capitale nel tentativo di catturare il comandante francese Enrico di Lorena-Harcourt che nel frattempo stava abbandonando Chieri. Il principe fallì nella coordinazione delle operazioni e tra il 19 ed il 20 novembre 1639 gli spagnoli vennero pesantemente sconfitti dalla retroguardia di Enrico di Lorena-Harcourt, posta al comando di Henri de la Tour d'Auvergne-Bouillon, visconte di Turenna, nell'azione conosciuta come "La rotta di Chieri" (Route de Quiers). Tommaso, che combatté personalmente nell'azione militare, dimostrò grande coraggio, ma la sconfitta finale fu dovuta essenzialmente alla sua incompetenza.

### La campagna del 1640: il grande assedio di Torino
Nella primavera del 1640, Tommaso di Savoia-Carignano scese nuovamente in campo e nuovamente al fianco degli spagnoli. Venne sconfitto dalle truppe del Lorena-Harcourt a Casale Monferrato (29 aprile 1640). Egli ritornò a Torino e venne coinvolto nel successivo assedio di Torino, uno dei più famosi eventi militari del XVII secolo. Le truppe francesi asserragliate nella cittadella vennero attaccate da Tommaso di Savoia-Carignano dalla città, sebbene quest'ultimo fosse assediato dall'Harcourt e dal resto delle truppe francesi fuori dalla città di Torino. Successivamente quando giunse il marchese di Leganés con le sue truppe, egli attaccò il campo di Harcourt. Tommaso di Savoia-Carignano era in una posizione di debolezza e si premurò di iniziare dei negoziati con il Lorena-Harcourt. Quest'ultimo però aveva ricevuto espliciti ordini da Parigi di non accettare altre contrattazioni se non la resa totale, In ogni modo alla capitolazione finale del 20 settembre di quell'anno Tommaso ottenne delle condizioni onorevoli. Il 24 settembre Tommaso di Savoia-Carignano si ritirò verso Ivrea, abbandonando l'assedio.

### Il fallimento dei negoziati e la campagna del 1641
Giunto all'inverno di quell'anno, Tommaso tentò nuovamente di negoziare con Richelieu attraverso il suo giovane agente, Giulio Mazzarino. Tommaso si trovava in una posizione difficile con la sua famiglia a Madrid, ma egli era preparato a vedersi assicurate le posizioni nell'attesa di espellere Francia e Spagna dal suo Piemonte. Richelieu sembrava ben disposto a concedere dei termini favorevoli a Tommaso di Savoia-Carignano, ma quest'ultimo, improvvisamente, il 27 febbraio 1641, rinnovò il proprio trattato con la Spagna e riprese le operazioni belliche, colpo che i francesi videro come di profonda perfidia. Tommaso tentò di assediare Chivasso, ma venne forzato da Enrico di Lorena-Harcourt ad abbandonare l'assedio e così pure accadde a Cherasco.

## Pace
Nell'autunno del 1641, i negoziati di Tommaso con Cristina e con i francesi vennero ripresi, ma questa volta la Francia era intenzionata a privare Tommaso di ogni diritto di successione per sé e per la sua casata e venne costretto ad accettare la reggenza di Cristina per il figlio Carlo Emanuele. I trattati ufficiali vennero conclusi il 14 giugno 1642 a Torino. Tommaso, ad ogni modo, forte dell'alleanza spagnola aveva preteso da Cristina il controllo personale di due delle maggiori fortezze militari del Piemonte, quella di Biella e quella di Ivrea per l'intera durata della reggenza di Cristina. Tommaso gradatamente si distaccò anche dall'alleanza con gli spagnoli, che a sua detta erano intenzionati ad usare la sua persona per allargare il loro espansionismo anche in Piemonte.